# Nicholas Jacobson
Nicholas Jacobson (Fargo, Sjeverna Dakota, 25. listopada 1980.) je američki profesionalni košarkaš. Igra na poziciji bek šutera, a trenutačno je član beligijskog Spirou Charleroija. 

## Vanjske poveznice
- Profil na Utah-basketball.com
- Profil na ESPN.com